# Gabriel Santos
Gabriel Silva Santos (ur. 4 maja 1996) – brazylijski pływak specjalizujący się w stylu dowolnym, wicemistrz świata w sztafecie.

## Kariera
W 2016 roku podczas igrzysk olimpijskich w Rio de Janeiro płynął w sztafecie 4 × 100 m stylem dowolnym, która zajęła piąte miejsce.
Rok później, na mistrzostwach świata w Budapeszcie Santos wraz z Marcelo Chierighinim, Césarem Cielo i Bruno Fratusem zdobył srebrny medal w sztafecie 4 × 100 m stylem dowolnym. Brazylijczycy czasem 3:10,34 poprawili także rekord Ameryki Południowej, tracąc do zwycięzców wyścigu, Amerykanów, zaledwie 0,28 s. Indywidualnie startował w konkurencji 100 m stylem dowolnym, gdzie zajął 14. miejsce, uzyskawszy w półfinale wynik 48,72.
W czerwcu 2019 roku poinformowano, że w organizmie Santosa wykryto środki dopingujące (clostebol). W lipcu został zdyskwalifikowany na 8 miesięcy począwszy od dnia przeprowadzenia kontroli antydopingowej (20 maja). W październiku Światowa Federacja Pływacka (FINA) zdecydowała się przedłużyć okres dyskwalifikacji do 12 miesięcy (do 19 lipca 2020 r.).